# Fars
Fars (Perzisch: استان فارس, Ostān-e Fārs) ook Persis, Pars en Perzië, ook voorheen bekend als "Farsistan" (فارسستان), is een van de 31 provincies van Iran. De provincie is gelegen in het zuiden van het land. De provinciehoofdstad is Shiraz. De oppervlakte beslaat 122.608 km². In 1996 had de provincie een bevolking van 3,8 miljoen personen, waarvan 42% in de stad woonde en de rest op het platteland. Bij de volkstelling van 2011 was de bevolking tot 4,6 miljoen toegenomen.
Fārs wordt beschouwd als het 'thuisland' van de Perzen. De inheemse naam van het Perzisch is Fārsi of Pārsi. Perzië en Perzisch komen van de hellenistische vormen van dat woord. Fārs is de Arabische versie van Pars. In Oud-Perzisch heette de streek Pārsā.